# Junior-VM i håndbold 1983 (kvinder)
Juniorverdensmesterskabet i håndbold 1983 for kvinder var det fjerde junior-VM i håndbold for kvinder. Mesterskabet blev arrangeret af International Handball Federation, og slutrunden med deltagelse af 16 hold blev afviklet i Frankrig i perioden 17. – 22. oktober 1983.
Mesterskabet blev vundet af de forsvarende mestre Sovjetunionen foran Østtyskland og Sydkorea. Det var Sovjetunionens tredje junior-VM-guld (og tredje titel i træk), og holdet gik ubesejret gennem turneringen med seks sejre i seks kampe. I finalen vandt det sovjetiske hold med 22-17 over Østtyskland, mens bronzekampen endte med sydkoreansk sejr på 26-23 over Jugoslavien.

## Slutrunde

### Indledende runde
De 16 hold spillede i den indledende runde i tre grupper med tre eller fire hold. Hver gruppe spillede en enkelturnering alle-mod-alle, og de to bedst placerede hold i hver gruppe gik videre til hovedrunden om placeringerne 1-8, mens nr. 3 og 4 i hver gruppe gik videre placeringsrunden om 9.- til 16.-pladsen.

#### Gruppe A
| Dato  | Kamp                   | Res.  | Pause |
| ----- | ---------------------- | ----- | ----- |
| 14.10 | Vesttyskland – Polen   | 11–16 | 4-8   |
| 14.10 | Danmark – Sverige      | 19–18 | 12-10 |
| 15.10 | Vesttyskland – Sverige | 16–21 | 9-9   |
| 15.10 | Danmark – Polen        | 21–26 | 10-14 |
| 16.10 | Vesttyskland – Danmark | 09–13 | 5-9   |
| 16.10 | Polen – Sverige        | 18–20 | 07-10 |

| Hold         | Kampe | Mål   | Point |
| ------------ | ----- | ----- | ----- |
| Polen        | 3     | 60-52 | 4     |
| Sverige      | 3     | 59-53 | 4     |
| Danmark      | 3     | 53-53 | 4     |
| Vesttyskland | 3     | 36-50 | 0     |

#### Gruppe B
| Dato  | Kamp                   | Res.  | Pause |
| ----- | ---------------------- | ----- | ----- |
| 14.10 | Sydkorea – Østtyskland | 13–14 | 8-9   |
| 14.10 | Kina – Japan           | 23–23 | 10-14 |
| 15.10 | Sydkorea – Japan       | 39–25 | 23-12 |
| 15.10 | Østtyskland – Kina     | 25–27 | 11-14 |
| 16.10 | Sydkorea – Kina        | 24–16 | 15-80 |
| 16.10 | Østtyskland – Japan    | 32–16 | 16-80 |

| Hold        | Kampe | Mål   | Point |
| ----------- | ----- | ----- | ----- |
| Sydkorea    | 3     | 76-55 | 4     |
| Østtyskland | 3     | 71-56 | 4     |
| Kina        | 3     | 66-72 | 3     |
| Japan       | 3     | 64-94 | 1     |

#### Gruppe C
| Dato  | Kamp                            | Res.  | Pause |
| ----- | ------------------------------- | ----- | ----- |
| 14.10 | Sovjetunionen – Italien         | 31–90 | 14-40 |
| 14.10 | Frankrig – Elfenbenskysten      | 20–90 | 10-10 |
| 15.10 | Sovjetunionen – Elfenbenskysten | 35–15 | 16-70 |
| 15.10 | Frankrig – Italien              | 19–10 | 9-6   |
| 16.10 | Italien – Elfenbenskysten       | 14–24 | 08-13 |
| 16.10 | Frankrig – Sovjetunionen        | 11–23 | 06-10 |

| Hold            | Kampe | Mål   | Point |
| --------------- | ----- | ----- | ----- |
| Sovjetunionen   | 3     | 89-35 | 6     |
| Frankrig        | 3     | 50-42 | 4     |
| Elfenbenskysten | 3     | 48-69 | 2     |
| Italien         | 3     | 33-74 | 0     |

#### Gruppe D
| Dato  | Kamp                    | Res.  | Pause |
| ----- | ----------------------- | ----- | ----- |
| 14.10 | Jugoslavien – Norge     | 29–15 | 16-60 |
| 14.10 | Holland – Bulgarien     | 22–22 | 8-9   |
| 15.10 | Jugoslavien – Bulgarien | 27–22 | 14-70 |
| 15.10 | Holland – Norge         | 15–18 | 07-10 |
| 16.10 | Jugoslavien – Holland   | 27–18 | 15-11 |
| 16.10 | Norge – Bulgarien       | 17–21 | 08-12 |

| Hold        | Kampe | Mål   | Point |
| ----------- | ----- | ----- | ----- |
| Jugoslavien | 3     | 83-55 | 6     |
| Bulgarien   | 3     | 65-66 | 3     |
| Norge       | 3     | 50-65 | 2     |
| Holland     | 3     | 55-67 | 1     |

### Placeringsrunde
I placeringsrunden spillede treerne og firerne fra hver indledende gruppe om placeringerne 9-16. De otte hold blev inddelt i to nye grupper, som hver spillede en enkeltturnering alle-mod-alle, bortset fra at hold fra samme indledende gruppe ikke mødtes igen – i stedet blev resultatet af holdenes indbyrdes opgør i den indledende runde ført med over til placeringsrunden.
Vinderne af de to grupper gik videre til placeringskampen om 9.-pladsen, toerne gik videre til kampen om 11.-pladsen, treerne til kampen om 13.-pladsen, mens firerne måtte tage til takke med at spille om 15.-pladsen.

#### Gruppe I
| Dato | Kamp                 | Res.  | Pause |
| ---- | -------------------- | ----- | ----- |
| ?    | Danmark – Japan      | 23–18 | 12-70 |
| ?    | Vesttyskland – Kina  | 27–27 | 11-16 |
| ?    | Danmark – Kina       | 24–20 | 13-11 |
| ?    | Vesttyskland – Japan | 22–15 | 13-60 |

| Hold         | Kampe | Mål   | Point |
| ------------ | ----- | ----- | ----- |
| Danmark      | 3     | 60-47 | 6     |
| Vesttyskland | 3     | 58-55 | 3     |
| Kina         | 3     | 70-74 | 2     |
| Japan        | 3     | 56-58 | 1     |

#### Gruppe II
| Dato | Kamp                      | Res.  | Pause |
| ---- | ------------------------- | ----- | ----- |
| ?    | Elfenbenskysten – Holland | 17–21 | 11-10 |
| ?    | Italien – Norge           | 16–36 | 10-16 |
| ?    | Norge – Elfenbenskysten   | 26–11 | 13-50 |
| ?    | Holland – Italien         | 13–12 | 5-7   |

| Hold            | Kampe | Mål   | Point |
| --------------- | ----- | ----- | ----- |
| Norge           | 3     | 80-42 | 6     |
| Holland         | 3     | 49-47 | 4     |
| Elfenbenskysten | 3     | 52-61 | 2     |
| Italien         | 3     | 42-73 | 0     |

#### Placeringskampe
| Dato                | Kamp                   | Res.  | Pause |
| Kamp om 15.-pladsen |                        |       |       |
| ?                   | Japan – Italien        | 34–14 | 19-60 |
| Kamp om 13.-pladsen |                        |       |       |
| ?                   | Kina – Elfenbenskysten | 26–23 | 13-11 |
| Kamp om 11.-pladsen |                        |       |       |
| ?                   | Vesttyskland – Holland | 14–15 | 5-6   |
| Kamp om 9.-pladsen  |                        |       |       |
| ?                   | Norge – Danmark        | 21–17 | 12-90 |

| Plac. | Hold            |
| ----- | --------------- |
| 9.    | Norge           |
| 10.   | Danmark         |
| 11.   | Holland         |
| 12.   | Vesttyskland    |
| 13.   | Kina            |
| 14.   | Elfenbenskysten |
| 15.   | Japan           |
| 16.   | Italien         |

### Hovedrunde
I hovedrunden spillede vinderne og toerne fra de indledende grupper om placeringerne 1-8. De otte hold blev inddelt i to nye grupper, som hver spillede en enkeltturnering alle-mod-alle, bortset fra at hold fra samme indledende gruppe ikke mødtes igen – i stedet blev resultatet af holdenes indbyrdes opgør i den indledende runde ført med over til placeringsrunden.
Vinderne af de to grupper gik videre til VM-finalen, toerne gik videre til bronzekampen, treerne til kampen om 5.-pladsen, mens firerne måtte tage til takke med at spille om 7.-pladsen.

#### Gruppe I
| Dato | Kamp                  | Res.  | Pause |
| ---- | --------------------- | ----- | ----- |
| ?    | Polen – Østtyskland   | 20–23 | 7-9   |
| ?    | Sverige – Sydkorea    | 21–24 | 09-14 |
| ?    | Polen – Sydkorea      | 22–27 | 11-13 |
| ?    | Østtyskland – Sverige | 28–16 | 12-60 |

| Hold        | Kampe | Mål   | Point |
| ----------- | ----- | ----- | ----- |
| Østtyskland | 3     | 65-49 | 6     |
| Sydkorea    | 3     | 64-57 | 4     |
| Sverige     | 3     | 57-70 | 2     |
| Polen       | 3     | 60-70 | 0     |

#### Gruppe II
| Dato | Kamp                        | Res.  | Pause |
| ---- | --------------------------- | ----- | ----- |
| ?    | Sovjetunionen – Bulgarien   | 19–11 | 10-60 |
| ?    | Jugoslavien – Frankrig      | 27–21 | 14-90 |
| ?    | Sovjetunionen – Jugoslavien | 17–15 | 7-5   |
| ?    | Frankrig – Bulgarien        | 13–19 | 10-70 |

| Hold          | Kampe | Mål   | Point |
| ------------- | ----- | ----- | ----- |
| Sovjetunionen | 3     | 59-37 | 6     |
| Jugoslavien   | 3     | 69-60 | 4     |
| Bulgarien     | 3     | 52-59 | 2     |
| Frankrig      | 3     | 45-69 | 0     |

#### Placeringskampe og finaler
| Dato               | Kamp                        | Res.  | Pause |
| Kamp om 7.-pladsen |                             |       |       |
| ?                  | Frankrig – Polen            | 20–24 | 09-13 |
| Kamp om 5.-pladsen |                             |       |       |
| ?                  | Bulgarien – Sverige         | 29–15 | 14-80 |
| Bronzekamp         |                             |       |       |
| ?                  | Jugoslavien – Sydkorea      | 23–26 | 09-15 |
| Finale             |                             |       |       |
| ?                  | Sovjetunionen – Østtyskland | 22–17 | 10-11 |

| Plac.  | Hold          |
| ------ | ------------- |
| Guld   | Sovjetunionen |
| Sølv   | Østtyskland   |
| Bronze | Sydkorea      |
| 4.     | Jugoslavien   |
| 5.     | Bulgarien     |
| 6.     | Sverige       |
| 7.     | Polen         |
| 8.     | Frankrig      |